# Hadena macilenta
Hadena macilenta är en fjärilsart som beskrevs av Brandt 1947. Hadena macilenta ingår i släktet Hadena och familjen nattflyn. Inga underarter finns listade i Catalogue of Life.